# 661. pehotni polk (Wehrmacht)
Za druge 661. polke glejte 661. polk.
661. pehotni polk (izvirno nemško Infanterie-Regiment 661) je bil eden izmed pehotnih polkov v sestavi redne nemške kopenske vojske med drugo svetovno vojno.

## Zgodovina
Polk je bil ustanovljen 10. marca 1940 kot polk 9. vala kot Landesschützen-Regiment Oberost ter dodeljen 393. pehotni diviziji.
7. julija 1940 je bil ustanovljen 661. stražni bataljon; nato pa je bil 8. avgusta istega leta polk razpuščen in osebje dodeljeno Heimatwachu.